# 張温鷹
張 温鷹（ちょう おんよう、1950年7月26日 - ）は、中華民国（台湾）の歯科医師、元女性政治家。1997年から2001年まで台中市長を務めた。民主進歩党所属。

## 経歴
1950年7月26日に台中市で生まれた。台北市立中山女子高級中学を経て高雄医学院（高雄医学大学の前身）護理系（看護学部）、中山医学院（中山医学大学の前身）牙医系（歯学部）卒業。
美麗島事件では施明徳を匿ったため投獄された。
1986年、国立中山大学教授となった。
台湾省議会議員を経て台中市長、陳水扁政権下（謝長廷内閣）での内政部部長（蘇嘉全）に次ぐ政務次長（副大臣に相当）を歴任。2010年には台北医学大学牙医系（歯学部）で歯科碩士（修士）課程を修了。
2人の娘のうち長女は歯科医を継ぎ、次女の陳兪融は民進党に所属している。